# Alexei Iwanowitsch Mamykin
Alexei Iwanowitsch Mamykin (russisch Алексей Иванович Мамыкин; * 29. Februar 1936 in Werjajewo, Oblast Rjasan; † 20. September 2011 in Moskau) war ein sowjetischer Fußballspieler und -trainer.

## Sportlicher Werdegang
Mamykin entstammt der Jugend des FK Dynamo Moskau, für den er auch seine ersten Schritte im Erwachsenenbereich machte. 1957 gehörte er zur Mannschaft um Spieler wie den Torschützenkönig Wassili Busunow, Boris Kusnezow, Wladimir Ryschkin und Lew Jaschin, die den Meistertitel der Sowjetunion errang.
1959 wechselte Mamykin zum PFK ZSKA Moskau, wo er zum Nationalspieler avancierte. Im September 1961 debütierte er bei der 0:1-Niederlage gegen Österreich in der UdSSR-Nationalmannschaft. Obwohl er im Vorbereitungsspiel beim 5:0-Erfolg gegen Schweden im April 1962 drei Tore erzielt hatte und damit bis dato in sieben Länderspielen auf acht Tore kam, gehörte er bei der Weltmeisterschaft 1962 zunächst nur als Ersatzspieler zum Kader. Im abschließenden Gruppenspiel erzielte er in seinem ersten Turniereinsatz beim 2:1-Erfolg über Uruguay den Führungstreffer und führte die Mannschaft somit zum Gruppensieg. Im Viertelfinalspiel gegen Gastgeber Chile stand er zwar ebenfalls auf dem Feld, konnte das Ausscheiden nach einer 1:2-Niederlage jedoch nicht verhindern. In der Folge war die Nationalmannschaftskarriere mit neun Toren in neun Spielen beendet. 
1964 ging Mamykin zum FK SKA Rostow, in der folgenden Saison beendete er seine aktive Laufbahn beim SK Odessa. Dort übernahm er anschließend das Traineramt, ehe er 1967 als Assistenztrainer zu ZSKA Moskau zurückkehrte. Hier wirkte er wechselnd als Assistent, Jugendtrainer und 1976/77 zeitweise Cheftrainer bis 1979, kurzzeitig nur unterbrochen in der Mitte der 1970er Jahre vom Dienst bei der Gruppe der Sowjetischen Streitkräfte in Deutschland.
1979 heuerte Mamykin beim SKA Kiew an, 1982 arbeitete er kurzzeitig bei Trud Jizzak. Anschließend war er vornehmlich im Jugendbereich tätig.